# マルセル・グロスマン
マルセル・グロスマン（Marcel Grossmann、1878年4月9日 - 1936年9月7日）は、スイスの数学者である。アルベルト・アインシュタインの友人であり同級生だった。
チューリッヒの連邦工科大学（現 チューリッヒ工科大学）で、画法幾何学を専門とする数学の教授になった。

## 若年期
グロスマンは、オーストリア＝ハンガリー帝国のブダペスト（現 ハンガリー領）で生まれた。グロスマン家は、チューリッヒに長く続く家系である。父は繊維工場を経営していた。

## キャリア
1900年に連邦工科大学を卒業し、幾何学者ヴィルヘルム・フィードラーの助手になった。グロスマンは非ユークリッド幾何学の研究を続け、7年間高校で教鞭を執った。1902年にチューリッヒ大学でフィドラーの指導のもとで博士号を取得した。博士論文のタイトルはUeber die metrischen Eigenschaften kollinearer Gebilde（共線構造の計量特性について）だった。1907年に、連邦工科大学の画法幾何学の准教授に任命された。
幾何学の教授として、グロスマンは高校の教師のための夏のコースを組織した。1910年、グロスマンはスイス数学会の創設者の1人になった。1912年に英国ケンブリッジで、1920年にストラスブールでICMの招待講演者を務めた。

### アルベルト・アインシュタインとの共同作業
アルベルト・アインシュタインとグロスマンの友情は、チューリッヒでの学生時代から始まった。連邦工科大学では、アインシュタインは多くの授業を欠席していたが、グロスマンがとっていた完全な講義ノートにより救われた。アインシュタインのベルンの特許庁への就職は、グロスマンの父親のつてによるものだった。グロスマンは、アインシュタインをプラハからチューリッヒ工科大学の物理学教授として招聘するための交渉を手伝った。
グロスマンは微分幾何学とテンソル解析の専門家であり、これらはアインシュタインの重力に関する研究に適切な数学的フレームワークを提供するツールだった。従って、アインシュタインがグロスマンと科学的協力を結ぶのは当然のことだった。
アインシュタインの一般相対性理論の発展に必要なステップである、リーマン幾何学（これは楕円幾何学でもある）と呼ばれる非ユークリッド幾何学の重要性をアインシュタインに強調したのはグロスマンだった。アブラハム・パイスのアインシュタインに関する本では、グロスマンがテンソル理論についてもアインシュタインを指導したことが示唆されている。グロスマンはアインシュタインを絶対微分学に導いた。これはエルヴィン・クリストッフェルによって始められ、グレゴリオ・リッチ＝クルバストロとトゥーリオ・レヴィ＝チヴィタによって完成されたものである。
グロスマンは、今日でも最もエレガントで強力な重力理論である一般相対性理論における、数学と理論物理学の独自の統合を促進した。アインシュタインとグロスマンの協力により、画期的な論文「相対性理論と重力理論の概要」が生まれた。これは1913年に出版され、アインシュタインの重力理論を確立した2つの基本的な論文の1つである。

## 死去
グロスマンは1936年に多発性硬化症で亡くなった。

## グロスマンにちなむもの
相対論の研究者達は、グロスマンの物理学への貢献を賞賛して、3年ごとに開催される国際会議の名前を「マルセル・グロスマン会議」（Marcel Grossman meetings；略称MG）とした。
ローマに本部を置く対論的天体物理学国際センターは、三年毎にマルセル・グロスマン賞を授与している。